# Ikaruga, Nara
Ikaruga (jap. 斑鳩町, Ikaruga-chō) je gradić u Japanu. Nalazi se u okrugu Ikomi u prefekturi Nari. Površine je 14,27 km četvornih. Prema procjeni broja stanovnika od 30. studenoga 2006. godine, u njemu je živjelo 28.685 ljudi.
Poznat je kao mjesto gdje se nalaze drevni budistički hramovi Hōryū-ji i Hokki-ji koji su svjetska baština. Ostali drevni hramovi su Hōrin-ji, također u blizini Hōryū-jija, zatim Chūgū-ji, Kichiden-ji, Mimuroyama te manja svetišta Ikaruga i Ryūta.
U blizini su rijeke Tatsuta i Yamato te planina Matsuo.
Susjedne općine su:
- Ikoma
- Yamatokōriyama
- Sangō
- Heguri
- Ando
- Kawai
- Ōji

## Vanjske poveznice
- Službene stranice  Arhivirana inačica izvorne stranice od 24. travnja 2007. (Wayback Machine) (japanski)